# Anthophora crinipes
Anthophora crinipes är en biart som beskrevs av Smith 1854. Anthophora crinipes ingår i släktet pälsbin, och familjen långtungebin. Inga underarter finns listade.
Arten förekommer i Syd- och Mellaneuropa.